# 马尔杜克·贝尔·泽瑞
马尔杜克·贝尔·泽瑞（约公元前790年——约公元前780年前后在位）（英語：Marduk-bel-zeri）巴比伦国王。承袭尼努尔塔·阿普·X之位。在位约10年，事迹阙如。死后由马尔杜克·阿普尔·乌苏尔继承其位。与其同期的经济文书留存至今。